# Mabel Julienne Scott
Mabel Julienne Scott (2 de noviembre de 1892-1 de octubre de 1976) fue una actriz de teatro y cine mudo estadounidense.

## Biografía
Scott nació en Mineápolis, Minnesota, hija de Joseph y Martie Scott, de ascendencia francesa y noruega.[cita requerida] Se graduó en el Northwestern Conservatory de Minneapolis y asistió al Stanley Girls' College. A los 17 años llegó a Nueva York. Al no conseguir el trabajo que deseaba, Scott actuó durante un tiempo en una compañía de Omaha, Nebraska. Scott debutó en Broadway (Manhattan) con la obra The Barrier, de Rex Beach.[cita requerida]
Scott debutó en el cine con el largometraje The Lash of Destiny (1916).

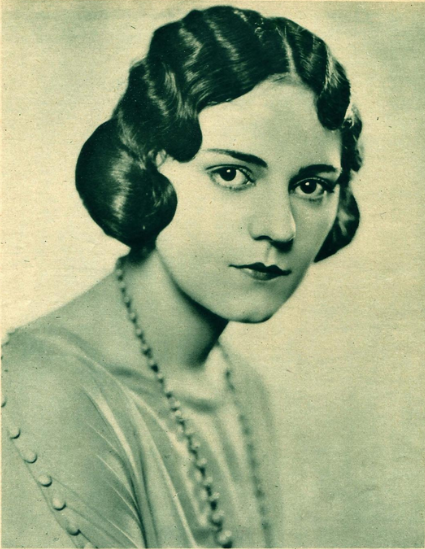
Mabel Julienne Scott (1923)

En 1926, interpretó el papel de la madre en The Lullaby, representada en el Pasadena Playhouse. Un crítico comentó que Scott era la más adecuada para interpretar el papel para el que había sido elegida. Otras apariciones teatrales destacadas son sus papeles en Painted Faces, con el cómico Joe E. Brown, y The Copperhead, junto a Lionel Barrymore. En Behold My Wife (1920) interpretó el papel femenino principal de Lali, una doncella india americana. La película fue producida por Famous Players. Durante un tiempo compartió apartamento en Hollywood con su hermano, William Scott, que también era actor. Scott formó pareja con Roscoe Arbuckle en el estreno de Paramount Pictures, The Round Up (1920). Fue contratada por George Medford Productions, pero hizo películas para Famous Players y Goldwyn Pictures.[cita requerida]
Scott prefería actuar en el cine a hacerlo en el teatro. Creía que la juventud era necesaria para triunfar en el cine. Como la cámara es más estricta que el ojo, la juventud no es tan esencial en el teatro. Scott dijo a un entrevistador que la mayoría de las actrices de teatro de éxito son de mediana edad y tienen varios años de experiencia. Aficionada a las actividades al aire libre, Scott frecuentaba el Gun Club de Los Ángeles, California. Compró un modelo deportivo Thoroughbred de Lexington (automóvil) en 1920. Se casó con un médico de Nueva York. Mabel Julienne Scott falleció en Los Ángeles en 1976.

## Filmografía parcial
- The Barrier (1917)
- Ashes of Love (1918)
- Sacred Silence (1919)
- The Sea Wolf (1920)
- The Round-Up (1920)
- Behold My Wife! (1920)
- The Concert (1921)
- The Jucklins (1921)
- No Woman Knows (1921)
- Don't Neglect Your Wife (1921)
- The Power of a Lie (1922)
- The Abysmal Brute (1923)
- Times Have Changed (1923)
- So This Is Marriage (1924)
- Steele of the Royal Mounted (1925)
- Seven Days (1925)
- His Jazz Bride (1926)
- The Frontier Trail (1926)
- Stranded in Paris (1926)
- A Woman's Heart (1926)
- Wallflowers (1928)
- The Dream Melody (1929)
- Painted Faces (1929)